# Stenolebias bellus
Stenolebias bellus är en fiskart som beskrevs av Costa, 1995. Stenolebias bellus ingår i släktet Stenolebias och familjen Rivulidae. Inga underarter finns listade i Catalogue of Life.